# Half-Truism
Half-Truism — песня американской панк-рок группы The Offspring. Песня является открывающим треком восьмого студийного альбома группы Rise and Fall, Rage and Grace и четвёртым синглом с него, выпущенным 12 мая 2009 года.

## Использование песни
- «Half-Truism» входит в список композиций игры Guitar Hero On Tour: Modern Hits[3]
- Песня встречается в рекламе тура Мадонны The Virgin Tour

## Чарты
| Чарт                                         | Высшая позиция |
| -------------------------------------------- | -------------- |
| США (Billboard Alternative Airplay)          | 21             |
| США (Billboard Mainstream Rock)              | 32             |
| США (Billboard Hot Rock & Alternative Songs) | 31             |

## Участники записи
- Декстер Холланд — вокал, ритм-гитара
- Нудлз — соло-гитара, бэк-вокал
- Грег К. — бас-гитара, бэк-вокал
- Джош Фриз — ударные